# Socialistická strana Spojených států amerických
Socialistická strana Spojených států amerických (anglicky Socialist Party USA) je malá americká politická strana. Patří mezi dědice Americké socialistické strany (Socialist Party of America) vzniklé roku 1901. Samostatná Socialistická strana vznikla v roce 1973.
Svůj program a své cíle zakládá na vizi demokratického socialismu. Dále se strana hlásí k principům humanismu, pacifismu a feminismu. Protože se strana jednoznačně vyslovuje jak proti kapitalismu, tak i proti stalinismu (ale i ostatním praxím sovětského režimu), dalo by se říci, že se jedná o eurokomunistickou stranu.[zdroj?] Velká část členů této strany obdivuje švédský model sociálního státu a nazývá ho „socialismem v akci".
Kandidátem strany na prezidenta v roce 2004 byl Walter Brown, bývalý senátor za Demokratickou stranu.